# Sarcodraba
Sarcodraba é um género botânico pertencente à família Brassicaceae.